# Nucleossoma

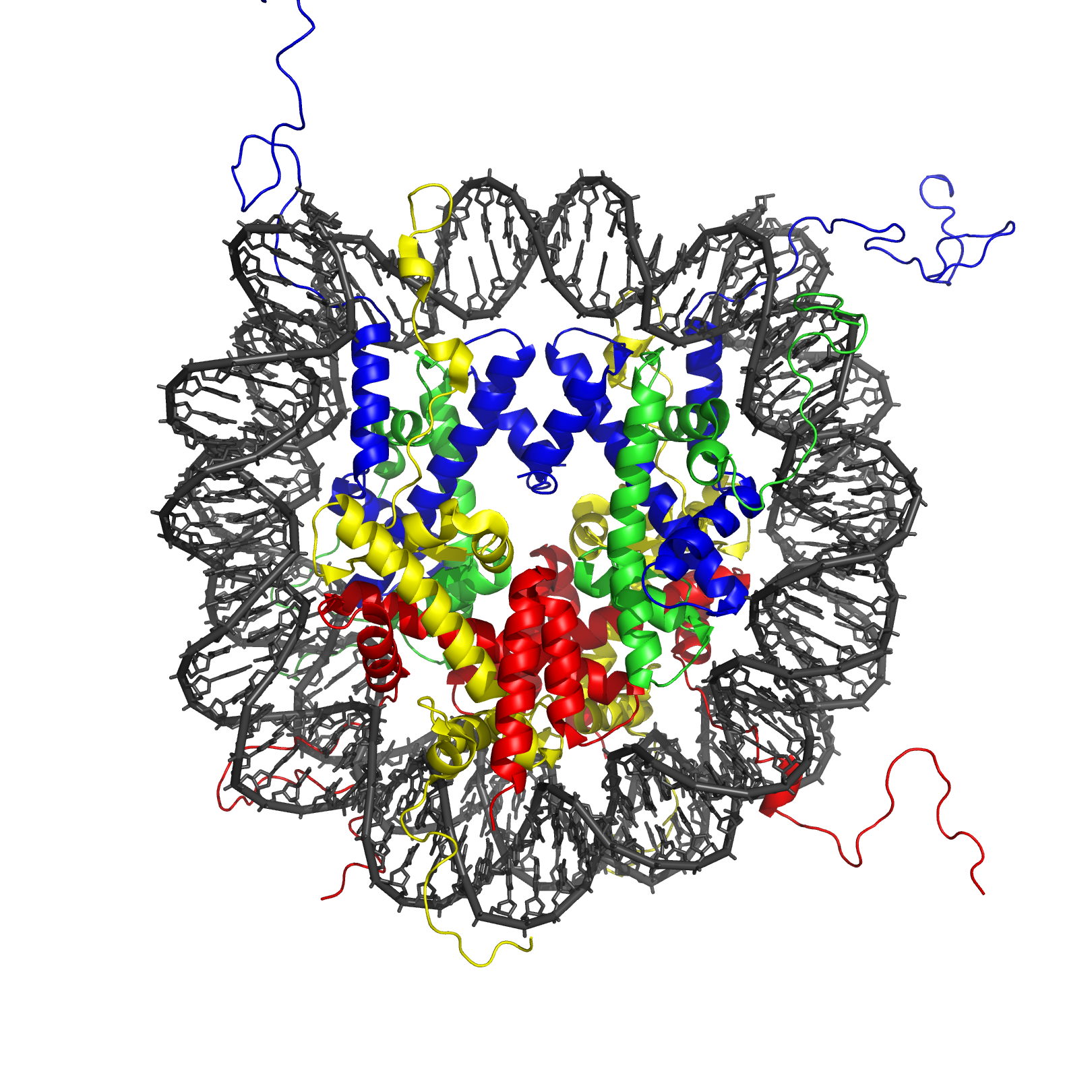
Estrutura cristalina do nucleossoma

Nucleossoma é, nos seres eucariontes, a unidade fundamental da cromatina. Consiste numa unidade de DNA, dividida em duas espirais, que se enrolam em torno de um disco proteico, constituído por quatro pares de proteínas chamadas histonas (H2A, H2B, H3 e H4).
Estas histonas se ligam formando um cerne protéico, em volta do qual a dupla fita de DNA dá quase duas voltas completas.
A molécula de DNA do fio cromossômico enrola-se, a intervalos regulares, sobre grânulos formados por moléculas de proteína. A partícula do núcleo do nucleossomo consiste em aproximadamente 146 pares de bases (bp) de DNA  envolvidos em 1,67 voltas superhélicas esquerdas em torno de um octâmero de histonas , consistindo em 2 cópias de cada uma das histonas do núcleo H2A , H2B , H3 e H4 .  As partículas do núcleo são conectadas por trechos de DNA linker , que podem ter até 80 bp de comprimento. Tecnicamente, um nucleossomo é definido como a partícula do núcleo mais uma dessas regiões de ligação; no entanto, a palavra é frequentemente sinônimo de partícula do núcleo. Os mapas de posicionamento de nucleossomos em todo o genoma estão agora disponíveis para muitos organismos modelo, incluindo fígado e cérebro de camundongos.
Histonas ligantes como H1 e suas isoformas estão envolvidas na compactação da cromatina e ficam na base do nucleossomo próximo à entrada do DNA e saem da ligação à região ligante do DNA.  Os nucleossomos não condensados sem a histona ligante se assemelham a "esferas de uma cadeia de DNA" sob um microscópio eletrônico .